# Dragoljub Janošević
Dragoljub Janošević est un joueur et un journaliste d'échecs yougoslave né le 8 juillet 1923 à Belgrade et mort le 20 mai 1993. Grand maître international en 1965, il avait un score positif face à Bobby Fischer (une victoire à Skopje en 1967 et deux parties nulles en 1958).

## Palmarès
Janošević remporta les tournois de 
- Split 1949 (demi-finale du championnat de Yougoslavie),
- Borovo (Croatie) 1950,
- Skopje 1950,
- Pancevo 1951 (mémorial Kurjacki),
- Cetinje 1952,
- Belgrade 1953 (section 2 du championnat de Serbie)
- Titograd 1954 (ex æquo avec Borislav Ivkov,
- San Benedetto del Tronto 1955 (avec 10,5 / 11 et 3 points d'avance sur Djurasević)
- Belgrade 1957, 1958 (championnat de Serbie)
- Whitby (Angleterre) 1959 (tournoi open, avec 10 / 11),
- Dravograd 1961 (demi-finale du championnat de Yougoslavie),
- Split 1962
- Belgrade 1963 (section 2 du championnat de Serbie),
- Vinkovci 1965 (ex æquo avec Bertok, Minić et Kozomara),
- Vrsac 1969 (11 / 15, +7 =8), devant Pal Benko, Borislav Ivkov, Milan Matulović, Dragoljub Ciric, Donald Byrne et Istvan Csom.
- Bari 1970 (devant Barczay, Dely et Unzicker)
- Novi Sad 1972 (ex æquo avec Deze),
- Kikinda 1973.

En 1958, il annula un match d'entraînement avec Bobby Fischer.
Il finit deuxième du championnat ouvert de Tchécoslovaquie à Harrachov en 1966, derrière Semion Fourman et devant Ludek Pachman, Mark Taïmanov, Vlastimil Hort, Miroslav Filip, Nikola Padevsky, Lubomir Kavalek et Victor Ciocâltea. En 1967, il finit quatrième ex æquo du tournoi international de Venise (victoire de Donner devant Petrossian) et battit Fischer lors du tournoi de Skopje.
Janošević était réputé pour ses parties simultanées disputées à l'aveugle.
Outre sa victoire sur Bobby Fischer, Janošević avait à son actif des victoires contre Tigran Petrossian (à Belgrade en 1954), contre David Bronstein (à Belgrade en 1964), contre Bent Larsen (à Copenhague en 1965), contre Mikhaïl Tal (à Sarajevo en 1966) et contre Mikhaïl Botvinnik (à Belgrade en 1969).